# Mateo Musacchio
Mateo Pablo Musacchio (Rosario, 26 agosto 1990) è un ex calciatore argentino, di ruolo difensore.

## Biografia
Musacchio proviene da una famiglia italo-albanese (arbëreshë) di Portocannone (CB), emigrata dal Molise in Argentina a metà del ‘900. Questo cognome è tipico della comunità di etnia albanese storicamente presente in tutto il sud Italia.
È sposato con Irene Gonzalez Toboso, da cui ha avuto due gemelli, nati a Milano durante la sua militanza al Milan.

## Caratteristiche tecniche
Musacchio era un difensore centrale che poteva svolgere anche il ruolo di mediano di centrocampo; abile sia nel gioco aereo che in marcatura. Bravo nelle letture, talvolta duro negli interventi.

## Carriera

### Club

#### River Plate
All'età di sedici anni entrò nel River Plate, una delle squadre più titolate d'Argentina. Nelle tre stagioni in biancorosso scese in campo in 10 incontri.
Nel 2008 vinse il Campionato Clausura.
In precedenza, nel 2006, aveva raggiunto due terzi posti nel Clausura e nell'Apertura di quell'anno.

#### Villarreal
La società spagnola del Villarreal lo acquista nel 2009 e vista la sua giovane età lo mette nella squadra riserve, dove conquista nella stagione 2009-2010 il 7º posto in campionato, e dove gioca ventidue partite con tre gol segnati. Nel 2010 viene promosso stabilmente nella prima squadra dei Sottomarini gialli, di cui diventa subito uno dei punti di forza.
Il 12 aprile 2015, in una partita di Liga sul campo del Getafe, uno scontro di gioco fortuito con Diego Castro gli causa la rottura del perone, infortunio gravissimo che lo costringe a quasi otto mesi di stop: rientra da subentrato il 6 dicembre dello stesso anno, contro il Rayo Vallecano.
L'11 agosto 2016, a pochi giorni dal play-off di Champions League contro il Monaco, l'allenatore Marcelino si dimise all'improvviso per presunti screzi con Musacchio concretizzatesi in una violenta discussione facente seguito alla decisione del tecnico di affidare la fascia di capitano a un altro giocatore della rosa.

#### Milan
Il 30 maggio 2017, per una cifra pari a circa 18 milioni di euro, viene acquistato dal Milan, con cui firma un contratto quadriennale fino al 30 giugno 2021. Esordisce con il club rossonero il 27 luglio seguente, in occasione della gara d'andata del terzo turno preliminare di Europa League vinta per 1-0 in casa dei rumeni del Craiova. Firma il suo primo gol con la maglia del Milan il 28 settembre, nella sfida casalinga di Europa League vinta contro il Rijeka per 3-2. Conclude la stagione 2017-2018 con 15 presenze in campionato e 7 presenze (1 gol) in Europa League.
L'anno successivo diventa titolare sin da gennaio, fornendo un buon rendimento al fianco di Alessio Romagnoli. Il 17 marzo 2019 segna la sua prima rete in Serie A nel derby con l'Inter perso 3-2.
Gioca nei rossoneri per un'altra stagione e mezzo, finendo ai margini della rosa anche a causa di problemi fisici.

#### Lazio
Il 27 gennaio 2021 firma per la Lazio. Il 31 gennaio esordisce con la maglia biancoceleste, subentrando dalla panchina al 38° del primo tempo nella vittoria per 1-3 a Bergamo contro l’Atalanta, sostituendo Patric. Tuttavia, dopo non avere convinto nelle poche occasioni in cui è stato impiegato, viene messo in fondo alle gerarchie dell'allenatore dei biancocelesti Simone Inzaghi.

### Nazionale
Il 1º giugno 2011 debutta nella nazionale maggiore argentina nell'amichevole disputata contro la Nigeria subentrando al 64º a Ezequiel Garay. Tra il 2011 e il 2017 ha disputato 6 partite con la selezione argentina.

## Statistiche

### Presenze e reti nei club
Statistiche aggiornate al 21 marzo 2021.
| Stagione           | Squadra            | Campionato         | Campionato | Campionato | Coppe nazionali | Coppe nazionali | Coppe nazionali | Coppe continentali | Coppe continentali | Coppe continentali | Altre coppe | Altre coppe | Altre coppe | Totale | Totale |
| Stagione           | Squadra            | Comp               | Pres       | Reti       | Comp            | Pres            | Reti            | Comp               | Pres               | Reti               | Comp        | Pres        | Reti        | Pres   | Reti   |
| ------------------ | ------------------ | ------------------ | ---------- | ---------- | --------------- | --------------- | --------------- | ------------------ | ------------------ | ------------------ | ----------- | ----------- | ----------- | ------ | ------ |
| 2006-2007          | River Plate        | PD                 | 5          | 0          | -               | -               | -               | -                  | -                  | -                  | -           | -           | -           | 5      | 0      |
| 2007-2008          | River Plate        | PD                 | 1          | 0          | -               | -               | -               | -                  | -                  | -                  | -           | -           | -           | 1      | 0      |
| 2008-2009          | River Plate        | PD                 | 4          | 0          | -               | -               | -               | -                  | -                  | -                  | -           | -           | -           | 4      | 0      |
| ago. 2009          | River Plate        | PD                 | 0          | 0          | -               | -               | -               | CS                 | 1                  | 0                  | -           | -           | -           | 1      | 0      |
| Totale River Plate | Totale River Plate | Totale River Plate | 10         | 0          |                 | -               | -               |                    | 1                  | 0                  |             | -           | -           | 11     | 0      |
| 2009-gen. 2010     | Villarreal B       | SD                 | 22         | 3          | -               | -               | -               | -                  | -                  | -                  | -           | -           | -           | 22     | 3      |
| gen.-giu. 2010     | Villarreal         | PD                 | 7          | 0          | CR              | 0               | 0               | UEL                | 1                  | 0                  | -           | -           | -           | 8      | 0      |
| 2010-2011          | Villarreal         | PD                 | 31         | 0          | CR              | 6               | 0               | UEL                | 15                 | 0                  | -           | -           | -           | 52     | 0      |
| 2011-2012          | Villarreal         | PD                 | 30         | 0          | CR              | 2               | 0               | UCL                | 7                  | 0                  | -           | -           | -           | 39     | 0      |
| 2012-2013          | Villarreal         | SD                 | 39         | 2          | CR              | 1               | 0               | -                  | -                  | -                  | -           | -           | -           | 40     | 2      |
| 2013-2014          | Villarreal         | PD                 | 32         | 1          | CR              | 3               | 0               | -                  | -                  | -                  | -           | -           | -           | 35     | 1      |
| 2014-2015          | Villarreal         | PD                 | 14         | 3          | CR              | 3               | 0               | UEL                | 7                  | 0                  | -           | -           | -           | 24     | 3      |
| 2015-2016          | Villarreal         | PD                 | 13         | 1          | CR              | 3               | 0               | UEL                | 5                  | 0                  | -           | -           | -           | 21     | 1      |
| 2016-2017          | Villarreal         | PD                 | 23         | 0          | CR              | 1               | 0               | UCL+UEL            | 2+4                | 0                  | -           | -           | -           | 30     | 0      |
| Totale Villarreal  | Totale Villarreal  | Totale Villarreal  | 189        | 7          |                 | 19              | 0               |                    | 41                 | 0                  |             | -           | -           | 249    | 7      |
| 2017-2018          | Milan              | A                  | 15         | 0          | CI              | 0               | 0               | UEL                | 7                  | 1                  | -           | -           | -           | 22     | 1      |
| 2018-2019          | Milan              | A                  | 29         | 1          | CI              | 3               | 0               | UEL                | 1                  | 0                  | SI          | 0           | 0           | 33     | 1      |
| 2019-2020          | Milan              | A                  | 18         | 0          | CI              | 0               | 0               | -                  | -                  | -                  | -           | -           | -           | 18     | 0      |
| 2020-gen. 2021     | Milan              | A                  | 1          | 0          | CI              | 1               | 0               | UEL                | 0                  | 0                  | -           | -           | -           | 2      | 0      |
| Totale Milan       | Totale Milan       | Totale Milan       | 63         | 1          |                 | 4               | 0               |                    | 8                  | 1                  |             | 0           | 0           | 75     | 2      |
| gen.-giu. 2021     | Lazio              | A                  | 4          | 0          | CI              | 0               | 0               | UCL                | 1                  | 0                  | -           | -           | -           | 5      | 0      |
| Totale carriera    | Totale carriera    | Totale carriera    | 288        | 11         |                 | 23              | 0               |                    | 51                 | 1                  |             | 0           | 0           | 362    | 12     |

### Cronologia presenze e reti in nazionale
| Cronologia completa delle presenze e delle reti in nazionale ― Argentina | Cronologia completa delle presenze e delle reti in nazionale ― Argentina | Cronologia completa delle presenze e delle reti in nazionale ― Argentina | Cronologia completa delle presenze e delle reti in nazionale ― Argentina | Cronologia completa delle presenze e delle reti in nazionale ― Argentina | Cronologia completa delle presenze e delle reti in nazionale ― Argentina | Cronologia completa delle presenze e delle reti in nazionale ― Argentina | Cronologia completa delle presenze e delle reti in nazionale ― Argentina |
| Data                                                                     | Città                                                                    | In casa                                                                  | Risultato                                                                | Ospiti                                                                   | Competizione                                                             | Reti                                                                     | Note                                                                     |
| ------------------------------------------------------------------------ | ------------------------------------------------------------------------ | ------------------------------------------------------------------------ | ------------------------------------------------------------------------ | ------------------------------------------------------------------------ | ------------------------------------------------------------------------ | ------------------------------------------------------------------------ | ------------------------------------------------------------------------ |
| 1-6-2011                                                                 | Abuja                                                                    | Nigeria                                                                  | 4 – 1                                                                    | Argentina                                                                | Amichevole                                                               | -                                                                        | 64’                                                                      |
| 5-6-2011                                                                 | Varsavia                                                                 | Polonia                                                                  | 2 – 1                                                                    | Argentina                                                                | Amichevole                                                               | -                                                                        |                                                                          |
| 28-3-2015                                                                | Landover                                                                 | El Salvador                                                              | 0 – 2                                                                    | Argentina                                                                | Amichevole                                                               | -                                                                        |                                                                          |
| 11-10-2016                                                               | Córdoba                                                                  | Argentina                                                                | 0 – 1                                                                    | Paraguay                                                                 | Qual. Mondiali 2018                                                      | -                                                                        |                                                                          |
| 23-3-2017                                                                | Buenos Aires                                                             | Argentina                                                                | 1 – 0                                                                    | Cile                                                                     | Qual. Mondiali 2018                                                      | -                                                                        | 46’                                                                      |
| 28-3-2017                                                                | La Paz                                                                   | Bolivia                                                                  | 2 – 0                                                                    | Argentina                                                                | Qual. Mondiali 2018                                                      | -                                                                        |                                                                          |
| Totale                                                                   |                                                                          | Presenze                                                                 | 6                                                                        |                                                                          | Reti                                                                     | 0                                                                        |                                                                          |

## Palmarès

### Club

#### Competizioni nazionali
- Campionato argentino: 1

River Plate: 2007-2008